# Hypotrachyna munduae
Hypotrachyna munduae är en lavart som beskrevs av Elix & Louwhoff. Hypotrachyna munduae ingår i släktet Hypotrachyna och familjen Parmeliaceae.   Inga underarter finns listade i Catalogue of Life.